# كورتيس غود
كورتيس إدوارد غود (بالإنجليزية: Curtis Edward Good)‏ وهو لاعب كرة قدم أسترالي في مركز الدفاع ولد في يوم 23 مارس 1993 في مدينة ملبورن في أستراليا، يلعب حالياً مع نادي نيوكاسل يونايتد وسبق له اللعب مع نادي برادفورد سيتي و نادي دندي يونايتد ونادي ملبورن سيتي ولعب مع منتخب أستراليا لكرة القدم ويبلغ طوله 187 سم.

## روابط خارجية
- كورتيس غود على موقع الاتحاد الدولي (مؤرشف)  (الإنجليزية)
- كورتيس غود على موقع الاتحاد الأوربي (الإنجليزية)
- كورتيس غود على موقع قاعدة بيانات كرة القدم.إي يو (الإنجليزية)
- كورتيس غود على موقع ناشيونال فوتبول تيمز (الإنجليزية)
- كورتيس غود على موقع Soccerbase.com (لاعب) (الإنجليزية)
- كورتيس غود على موقع Soccerway.com (الإنجليزية)
- كورتيس غود على موقع عالم كرة القدم.نت (الإنجليزية)
- كورتيس غود على موقع AS.com (الإسبانية)